# Isabel Alexandrina de Württemberg
Isabel Alexandrina Constança de Württemberg (em alemão: Elisabeth Alexandrine Konstanze von Württemberg; 27 de fevereiro de 1802 - 5 de dezembro de 1864), foi uma nobre alemã.

## Família
Isabel Alexandrina era a quarta filha do segundo casamento do duque Luís de Württemberg com a duquesa Henriqueta de Nassau-Weilburg. Os seus avós paternos eram o duque Frederico II Eugénio de Württemberg e a princesa Sofia Doroteia de Brandemburgo-Schwedt. Os seus avós maternos eram o príncipe Carlos Cristiano de Nassau-Weilburg e a princesa Carolina de Orange-Nassau.

## Casamento e descendência

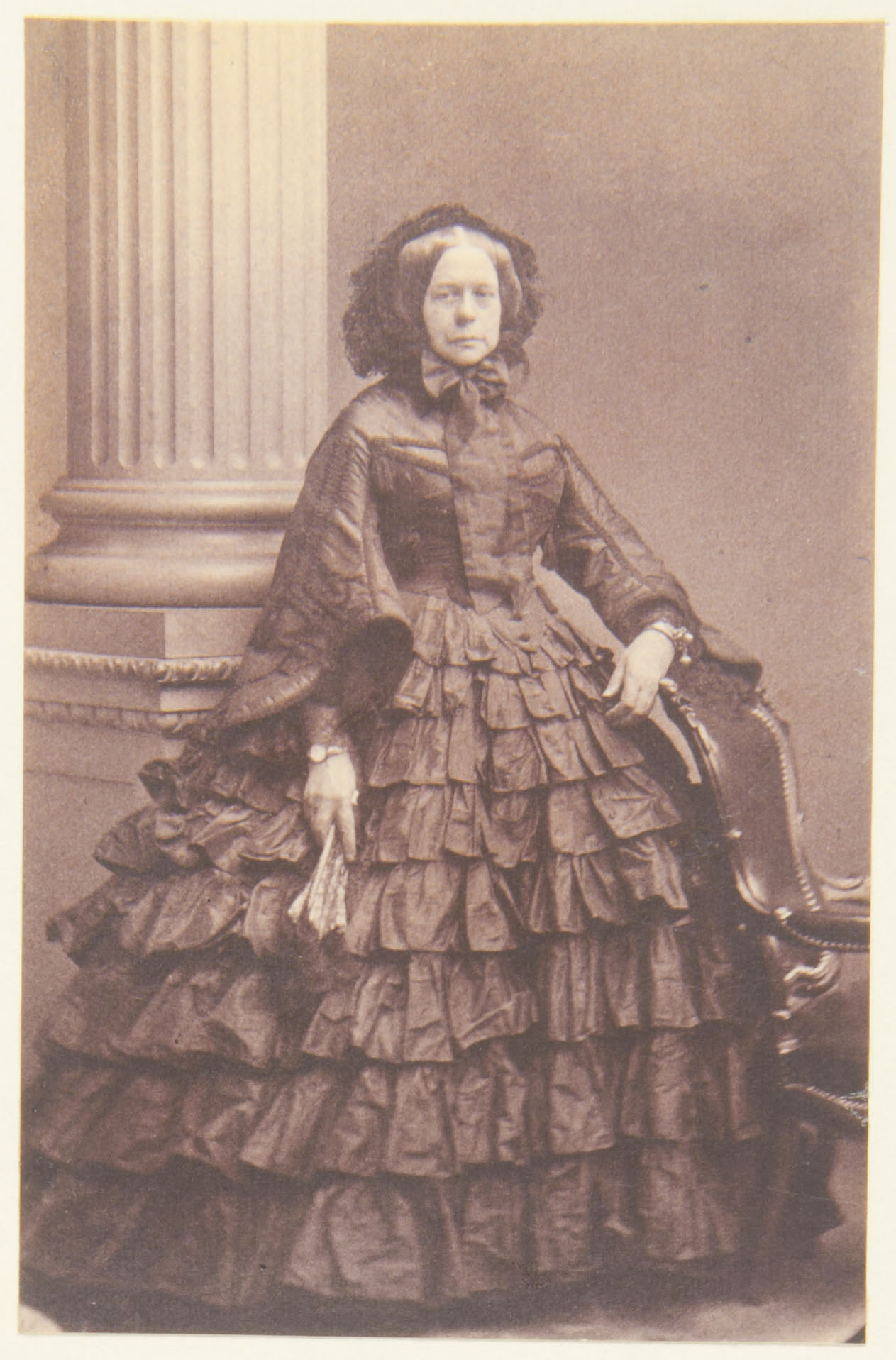
Isabel em 1860.

Isabel casou-se com o príncipe Guilherme de Baden a 16 de outubro de 1830. Dez anos mais velho do que ela, Guilherme era o segundo filho do segundo casamento do grão-duque Carlos Frederico de Baden com Luísa Carolina de Hochberg. Devido ao baixo status da sua mãe, Guilherme não teve direitos de sucessão ao trono de Baden até se tornar claro que os seus meios-irmãos não teriam descendentes e o seu irmão se tornou grão-duque de Baden no ano do seu casamento.
Isabel e Guilherme tiveram quatro filhas:
- Henriqueta de Baden (7 de maio de 1833 - 7 de agosto de 1834), morreu com dezesseis meses de idade.
- Sofia de Baden (7 de agosto de 1834 - 6 de abril de 1904), casada com o príncipe Valdemar de Lippe; sem descendência.
- Isabel de Baden (18 de dezembro de 1835 - 15 de maio de 1891), nunca se casou.
- Leopoldina de Baden (22 de fevereiro de 1837 - 23 de dezembro de 1903), casada com o príncipe Hermano Ernesto IV de Hohenlohe-Langenburg; com descendência.